# نقشارة قاتمة
نقشارة قاتمة يسمى أيضا نقشارة غبراء (الاسم العلمي:   Phylloscopus  fuscatus) (بالإنجليزية: Dusky  Warbler)‏ هو طائر ينتمي إلى (فصيلة: Phylloscopidae).